# 蒙森 (緬因州)
蒙森（英語：Monson）是一個位於美國緬因州皮斯卡特奎斯縣的鎮。

## 人口
根據2020年美國人口普查的數據，蒙森的面積為127.17平方千米，當中陸地面積為121.16平方千米，而水域面積為6.01平方千米。當地共有人口609人，而人口密度為每平方千米5人。